# Adscita bolivari
Adscita bolivari is een vlinder uit de familie bloeddrupjes (Zygaenidae). De wetenschappelijke naam is voor het eerst geldig gepubliceerd in 1937 door Agenjo.
De soort komt voor in Europa.